# NR Vulpeculae
NR Vulpeculae eller HD 339034, är ensam stjärna belägen i den mellersta delen av stjärnbilden Räven. Den har en skenbar magnitud av ca 9,13 – 9,61 och kräver ett teleskop för att kunna observeras. Baserat på parallax enligt Gaia Data Release 2 på ca 0,563 mas, beräknas den befinna sig på ett avstånd på ca 5 800 ljusår (1 800 parsek) från solen. Den rör sig bort från solen med en heliocentrisk radialhastighet på ca 12 km/s.  Stjärnan antas troligen ingå i stjärnföreningen OB1 Vulpeculae.

## Egenskaper
NR Vulpeculae är en röd till orange superjättestjärna av spektralklass M1 Ia. Den har en massa som är ca 5 solmassor, en radie på ca 553 solradier och utsänder från dess fotosfär energi motsvarande 111 000 - 223 000 gånger solen vid en effektiv temperatur av ca 4 000 K.

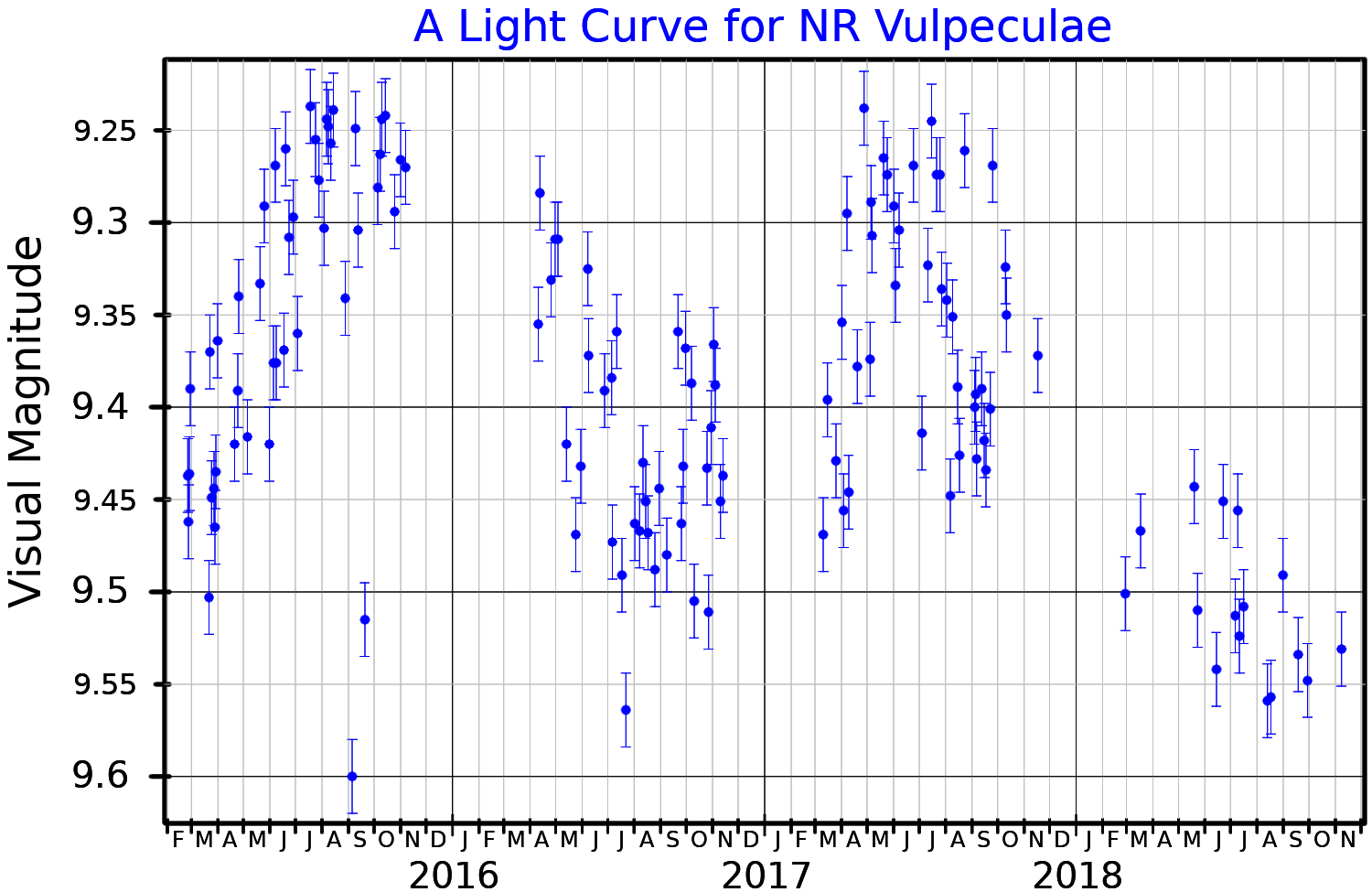
Ljuskurva i visuella bandet för NR Vulpeculae, anpassad från ASAS-SN-data.)

ER Vulprculae är en långsam irreguljär variabel.